# Obi-Wan Kenobi
Obi-Wan Kenobi je fiktivní postava ze Star Wars, jedna z ústředních postav celé ságy. V původní filmové trilogii (epizody IV až VI) ho ztvárnil Alec Guinness, v později natočených (ale dříve se odehrávajících) epizodách I až III ho hrál Ewan McGregor.

## Život

### Počátek života

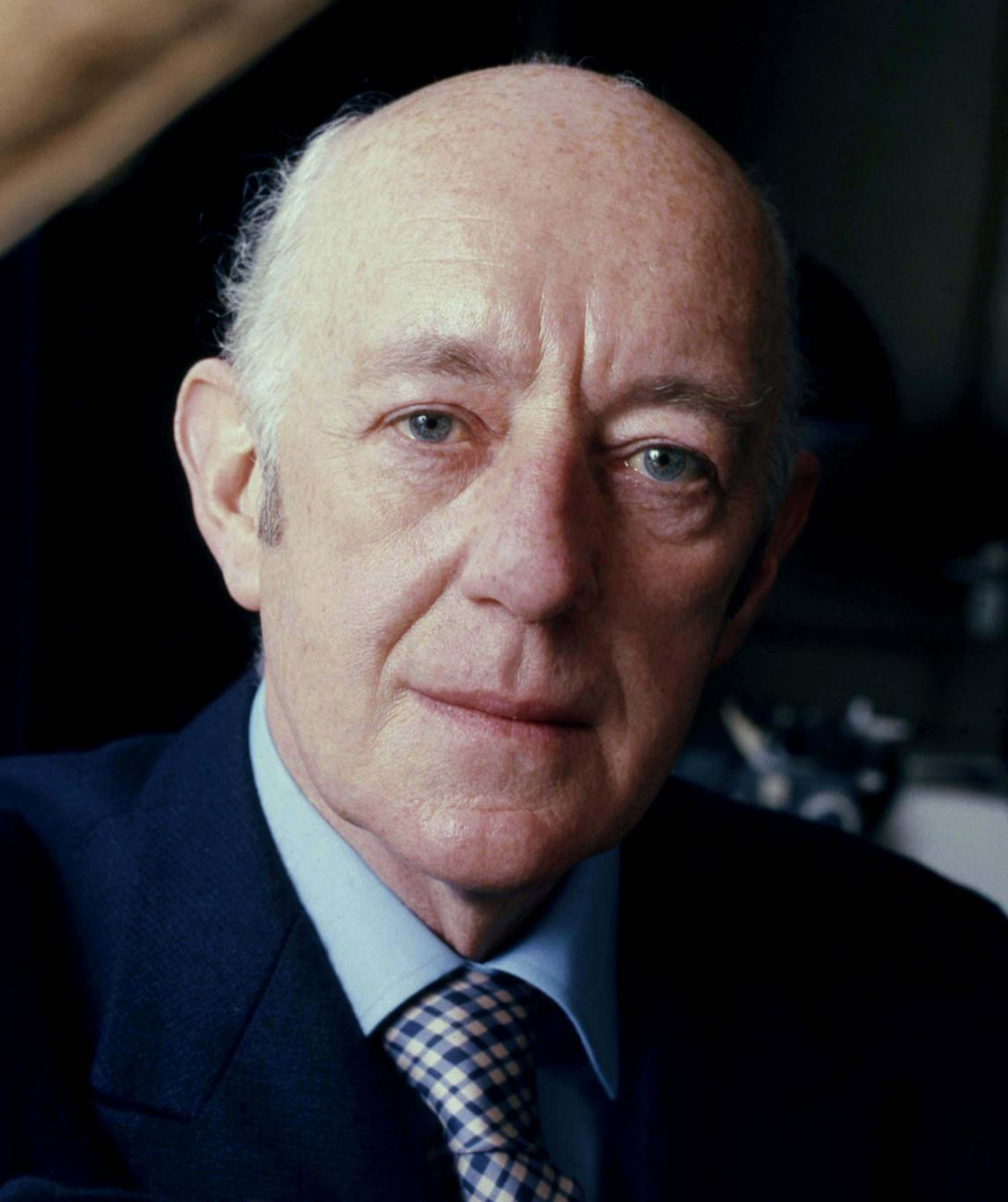
Alec Guinness ztvárnil Obi-Wana v původní trilogii (1977-1983)

Obi-Wan Kenobi pochází z planety Stewjon, kde se narodil v roce 57 před bitvou o Yavin (BBY). 
Když Obi-Wan dospěl do vhodného věku, aby se stal padawanem (učedník), žádný z rytířů a mistrů Jedi se ho pro jeho vzpurnou povahu nechtěl ujmout a vycvičit ho. Jednoho dne ho ale rada Jediů poslala na náročnou misi, v niž by mohl uplatnit svůj talent. Spolupracoval zde s Qui-Gon Jinnem, který se s Obi-Wanem spřátelil natolik, že souhlasil s jeho výcvikem.

### Láska jeho života
Obi-Wan Kenobi byl jednou na roční misi se svým mistrem Qui-Gonem Jinnem pro ochranu mladé mandalorinské vévodkyně Satine Kryze před povstání na Mandaloru. Během mise se však do vévodkyně zamiluje, ale Jediský kodex mu zakazuje vztah mezi nimi, takže svým citům odolal.

### Učedník Qui-Gona
V roce 32 byli posláni jako velvyslanci na planetu Naboo, aby s Obchodní federací jednali o zrušení blokády, kterou nad planetou drželi pomocí své flotily. Když se ale velitel blokády dozvěděl, že vyslanci jsou Jediové, pokusil se je zabít , ale jedovatý plyn, ani bojoví droidi neuspěli. Poté Obchodní federace zahájila pozemní invazi na Naboo, kde zadrželi  místní královnu Padmé Amidalu. Unitř jedné z výsadkových lodí se Obi-Wan se svým mistrem tajně dostali na povrch planety, kde osvobodili královnu s kterou se vydali na hlavní planetu Coruscant. Při odletu z Naboo však byla jejich loď poškozena palbou z lodí Obchodní federace a tak museli kvůli opravě udělat zastávku na planetě Tatooine. Když se Qui-Gon na této planetě vydal koupit náhradní součástky do poškozené lodi, objevil zde chlapce jménem Anakin Skywalker, který byl mimořádně nadaný v Síle a tak ho vykoupil z otroctví a vzal se sebou. Po návratu na Coruscant předvedl Anakina před radu Jediů a požádal je o přijetí Anakina jako padawana (učedníka) Jedi. Jelikož se rada zdráhala vyhovět prosbě, Qui-Gon Anakinovi řekl ať ho sleduje, čímž doufal, že ho něco naučí. Když byl při osvobození Naboo Qui-Gon smrtelně zraněn Darth Maulem, požádal těsně před smrtí Obi-Wana, aby Anakina vycvičil. Jelikož to bylo Qui-Gonovo poslední přání, rada tentokrát vyhověla. Z bývalého učedníka Obi-Wana se stal Anakinův mistr.

### Mistr Anakina
Během Klonových válek vede generál Kenobi republikové jednotky v mnoha bitvách proti separatistům Republiky zvaných Konfederace nezávislých systémů. Anakin měl v závěru války vizi, že jeho žena Padmé zemře při porodu jejich dítěte a protože mu Darth Sidious nabídl, že ho naučí jak ochránit Padmé před smrtí, obrací se na temnou stranu Síly a stává se jeho učedníkem, který mu dá sithské jméno Darth Vader. Poté dostal příkaz vyvraždit chrám Jedi na Coruscantu a zabít vůdce Konfederace, kteří se ukrývají na vulkanickém měsíci Mustafar.

### Impérium
Obi-Wan jde za Padmé Amidalou a řekne jí, že Anakin propadl Temné straně, přičemž se ptá kde je, ale ta mu to odmítá sdělit. Ale to ji přiměje letět za Anakinem na Mustafar sama a zjistit pravdu, do lodi ji však těsně před odletem tajně vnikne Obi-Wan. Na Mustafaru se Padmé setká s Anakinem a zjišťuje, že měl o něm Obi-Wan pravdu, poté se nečekaně objeví Obi-Wan a svede s Anakinem zuřivý souboj. Anakin je poražen a spadne do těsné blízkosti lávy, kvůli čemuž hořel, takže od té doby musí nosit ochranný oblek a dýchací přístroj, kvůli čemuž mu není vidět do tváře. Poté Obi-Wan s Padmé odletěl na základnu na odlehlém asteroidu kde následně porodila, načež zemřela žalem nad Anakinovým osudem. Obi-Wan dostal od mistra Yody za úkol předat jejich syna Luka do péče Anakinova nevlastního bratra Owena Larse a jeho ženy. Obi-Wan přestal užívat své původní jméno a od té doby byl znám jako Ben Kenobi. Usídlil se na planetě Tatooine, aby mohl dávat pozor na Luka. O 19 let později potkal Luka a řekl mu, že jeho otec byl rytíř Jedi a předal mu otcův světelný meč. Luke však měl se sebou droida R2-D2, kterého den předtím koupil jeho strýc Owen a který měl v paměti důležité informace pro povstání. Když se potom vydali tyto informace doručit, narazili na obrovskou bitevní stanici Hvězdu smrti, kde osvobodili princeznu Leiu. Aby Obi-Wan odvedl pozornost a umožnil Lukovi jeho spojencům únik, šel se utkat se svým bývalým učedníkem Darth Vaderem, během souboje Obi-Wan přestal bojovat a zmizel, respektive se stal jakousi vyšší bytostí, tzv. duchem Síly.
V dalších epizodách se Obi-Wan Kenobi zjevuje jako duch Lukovi Skywalkerovi. Poprvé v Epizodě 5, 3 roky po své smrti, kdy Lukovi řekl, aby se vydal na planetu Dagobah, kde se ukrývá Mistr Yoda. V šesté epizodě oslavuje vítězství povstalců nad impériem po boku Anakina Skywalkera a mistra Yody.